# Živko Gocić
Živko Gocić (serbisch-kyrillisch Живко Гоцић; * 22. August 1982 in Belgrad) ist ein serbischer Wasserballspieler. Der Kapitän der Serbischen Wasserball-Nationalmannschaft wurde unter anderem bei den Schwimmweltmeisterschaften 2015 Weltmeister und bei der Wasserball-Europameisterschaft 2016 Europameister.

## Erfolge
Gocić ist zweimaliger Bronzemedaillengewinner bei Olympischen Spielen. 2008 in Peking waren im Wasserball nur Ungarn und die US-Amerikaner und 2012 in London nur Kroatien und Italien erfolgreicher als Serbien.
Seit 2006 gewann Gocić mit Serbien insgesamt neunmal die Weltliga Wasserball: 2005 in Belgrad, 2006 Athen, 2007 Berlin, 2008 Genua, 2010 Niš, 2011 Florenz, 2013 Tscheljabinsk, 2014 Dubai und 2015 in Bergamo. Dazu kam noch einmal Bronze 2009 in Podgorica. Als Nachfolger von Vanja Udovičić fungierte er dabei seit Dezember 2013 als Mannschaftsführer.
Beim Wasserball-Weltcup der FINA war er mit seinem Land 2010 im rumänischen Oradea erfolgreich, ebenso wie schon 2006 im heimischen Belgrad. Die Wasserball-Europameisterschaften brachten Gold 2016 in Budapest, 2014 in Belgrad, 2012 in Eindhoven und zuerst 2006 ebenfalls in Belgrad sowie einmal Bronze 2010 in Zagreb.
Außerdem gewann sein Team mit ihm Gold bei den Mittelmeerspielen 2009 in Pescara.

## Vereinssport
Gocić war außer in Serbien auch für Klubs im europäischen Ausland tätig. In seiner Geburtsstadt Belgrad trat er zuerst und noch ein zweites Mal für VK Partizan an. Außerdem schwamm und warf er für bzw. in Niš, Ortigia (Italien), für Dynamo Moskau, den Club Natación La Latina in Madrid sowie aktuell den Szolnoki VSC (Szolnok, Ungarn).